# 沢木耕太郎 推理ドキュメント 運命の一枚〜“戦場”写真 最大の謎に挑む〜
沢木耕太郎 推理ドキュメント 運命の一枚〜“戦場”写真 最大の謎に挑む〜（さわきこうたろう すいりドキュメント うんめいのいちまい せんじょう しゃしん さいだいのなぞにいどむ）は、NHK総合テレビジョンで2013年2月3日に放送された『NHKスペシャル』の企画である。

## 概要
作家沢木耕太郎が、報道写真家ロバート・キャパの作品「崩れ落ちる兵士」の真相に迫る。